# Stade José Rafael Fello Meza Ivankovich
Le stade José Rafael Fello Meza Ivankovich est un stade multi-fonction situé à Cartago au Costa Rica.
Il a été construit en 1949, rénové en 1973 et peut recevoir jusqu'à 13 500 personnes. Il accueille l'équipe de football du CS Cartaginés.